# Kościół Ducha Świętego w Czarnowie
Kościół Ducha Świętego w Czarnowie – katolicki kościół filialny zlokalizowany we wsi Czarnowo w gminie Kozielice, w powiecie pyrzyckim (województwo zachodniopomorskie). Należy do parafii Matki Bożej Wspomożenia Wiernych w Baniach.

## Historia
Murowany z kamienia kościół wzniesiono w 1601 roku. Spalony podczas wojny trzydziestoletniej, został odbudowany w 1647 roku. W 1750 roku został przebudowany i otynkowany, co upamiętnia data umieszczona na elewacji południowej. W tym mniej więcej okresie od strony zachodniej została także dobudowana czworoboczna wieża, zwieńczona barokowym hełmem z latarnią.
Po II wojnie światowej kościół został poświęcony jako świątynia katolicka w 1946 roku.

## Architektura i wyposażenie
Kościół rozplanowany został na rzucie wydłużonego prostokąta. Otwory okienne zamknięte są łukami półokrągłymi. Wnętrze kościoła nakrywa płaski, belkowany strop drewniany. Nad wejściem znajduje się drewniana empora. W niewyodrębnionym prezbiterium znajduje się XVIII-wieczny ołtarz z obrazem przedstawiającym scenę Ukrzyżowania Chrystusa oraz stojąca przy ścianie drewniana ambona z 1673 roku z malowanymi płycinami. Zachowały się XIX-wieczne ławki. Oryginalne organy oraz dzwon z wieży kościelnej zaginęły.
Teren kościoła otoczony jest kamiennym murem.